# Lumière d'été
Pour les articles homonymes, voir Lumière (homonymie).
Pour plus de détails, voir Fiche technique et Distribution.
Lumière d'été est un film français réalisé par Jean Grémillon, sorti en 1943. Il est le premier film à passer avec succès par la procédure d'obtention d'un visa d'exploitation en France.

## Synopsis
Une jeune fille, Michèle (Madeleine Robinson), qui arrive en autocar près de l’hôtellerie de L’Ange Gardien, dans le Sud, à Cabrières, où se trouvent deux pensionnaires, Léon, un poète, et Louise (Jane Marken), petite rentière. Elle y est amenée en calèche par le nobliau local, amant de Christiane, dite Cricri (Madeleine Renaud), patronne de la pension, Patrice (Paul Bernard). Elle attend son petit ami Roland (Pierre Brasseur). Un autre voyageur arrive, se trompe de chambre, c’est l’ingénieur Julien (Georges Marchal), venu pour la construction du barrage. Michèle croit que c’est Roland, elle embrasse Julien, qui change de chambre. Roland arrive, mais déçoit Michèle. Patrice propose à Roland de venir peindre chez lui, dans son château de Cabrières, avec Michèle. Roland accepte, Patrice courtise Michèle. Patrice organise un bal costumé pour son anniversaire. Cri-Cri essaie son costume de marquise. Michèle vient lui demander de l’argent, pour partir tout de suite. Cri-Cri est soulagée et elle lui donne de l’argent. Michèle va dire adieu à Julien, qui tente de la persuader de partir seulement à la fin de la semaine, quand lui-même rentrera à Paris. Michèle refuse. Elle fait sa valise, Patrice tente de la persuader de ne pas partir tout de suite. Michèle finit par accepter. Bal masqué. Cri-Cri aperçoit Michèle. Patrice dit à Cri-Cri qu’il va épouser Michèle Fin du bal : Michèle, en habits de ville, croise Cri-Cri, qui s’excuse. Patrice arrive avec sa voiture. Cri-Cri dit à Patrice que Michèle va loger à L’Ange Gardien jusqu’à son départ. Roland insiste pour conduire la voiture de Patrice. Cri-Cri, Michèle, les deux pensionnaires montent également. La voiture tombe dans un fossé. Tout le monde est ramené au barrage en chariot de mine. Roland meurt. Patrice tente de tuer Julien, mais tombe dans la montagne et meurt. Michèle et Julien, enlacés, leur valise à la main, regardent la montagne.

## Fiche technique
- Réalisation : Jean Grémillon, assisté de Serge Vallin
- Directeur artistique : André Barsacq
- Scénario : Pierre Laroche, dialogues de Jacques Prévert
- Photographie :
  - Louis Page, directeur de la photographie
  - Émile Savitry, photographe de plateau
- Son : Paul Duvergé, Jean Monchablon
- Musique : Roland-Manuel, direction Roger Désormière
- Lieux de tournage : Studios de la Victorine à Nice[2] et en Corrèze, barrage de l'Aigle[3].
- Montage : Louisette Hautecoeur
- Producteur : André Paulvé
- Pays :  France
- Langue : français
- Format :  noir et blanc - 1,37:1 - 35 mm - son mono[4]
- Genre : drame
- Durée : 112 min
- Date de sortie : 
  - France - 26 mai 1943
- Mention CNC : tous publics, Art et Essai (visa no 1 délivré le 26 mai 1943[1])

## Distribution
- Madeleine Robinson : Michèle Guérande, jeune femme amoureuse de Roland
- Paul Bernard : Patrice Le Verdier, fortuné châtelain de Cabrières
- Madeleine Renaud : « Cricri » (Christiane), ancienne danseuse à l'Opéra de Paris, directrice d'hôtel, amante de Patrice
- Pierre Brasseur : Roland Maillard, artiste peintre alcoolique
- Georges Marchal : Julien, ingénieur sur le barrage, amoureux de Michèle
- Léonce Corne : « Tonton » (« Pourquoi pas ? »), employé de l'hôtel (barman)
- Charles Blavette : Vincent, ouvrier sur le barrage, ami de Julien
- Marcel Lévesque : « Monsieur Louis », vieil urbaniste et poète amoureux de Louise
- Jane Marken : Louise Martinet
- Raymond Aimos : Ernest, ouvrier sur le barrage et chasseur
- Henri Pons :  Amédée, ami de Patrice
- Gérard Lecomte : Dany

## Commentaires
« Michèle Morgan étant à Hollywood, le rôle écrit pour elle passe à Évelyne Volney. Mais celle-ci tombe malade, et c'est finalement Madeleine Robinson qui interprète Michèle. [...] Patrice (Paul Bernard), est le symbole d'un pouvoir oppressif et féodal, à la fois don Juan et Barbe bleue : il a tué sa première femme à la chasse parce qu'il désirait Cricri (Madeleine Renaud), la patronne de l'hôtel qu'il aimerait bien remplacer maintenant par Michèle. [...] il n'est pas à un meurtre près : "C'est si beau un fusil, dit-il, on peut en faire des choses étonnantes. Tenez, par exemple, tout à l'heure, [...] ce jeune homme vulgaire et indiscret qui s'en allait le dos tourné, eh bien, avec cette arme, j'aurais pu modifier bien des choses [...]" Ce jeune homme "vulgaire" c'est Julien. Mais selon Prévert le qualificatif n'est pas péjoratif et il intitulera même ainsi certains de ses textes. Le mépris pour le vulgaire n'est souvent à ses yeux qu'une forme de mépris pour le peuple.
Le peuple est représenté dans le film par tous les ouvriers qui construisent le barrage. À ces constructeurs est opposé Patrice, destructeur et tueur. Mais c'est la femme qui se fait liberté. Lorsque Julien montre à Michèle le "porte-bonheur" d'un ami, un petit grillon enfermé dans une boîte, elle s'étonne : "Comment, il est en cage et il porte bonheur. Il n'est pas rancunier... Vous devriez le laisser partir". Julien proteste car le grillon ne lui appartient pas, mais Michèle réplique : "Qu'est-ce que ça peut faire ? Personne n'est à personne..." et le grillon libéré, elle se réjouit : "Voyez, il est heureux, il chante, c'est parce qu'il est libre". »

— Danièle Gasiglia-Laster, Jacques Prévert, celui qui rouge de cœur, Séguier
« Le drame est celui de deux mondes qui s’opposent et s’affrontent : celui de la comédie – représenté par l’oisiveté, l’individualisme, le mensonge et la jalousie – et celui de la sincérité, du travail et de la naïveté, incarné par les autres personnages », écrit Carole Aurouet dans Jacques Prévert, portrait d'une vie.